# Laura Morante
Laura Morante (ur. 21 sierpnia 1956 w Santa Fiora) – włoska aktorka filmowa, teatralna i telewizyjna, grająca z powodzeniem w kinie włoskim i francuskim. 

## Życiorys
Urodziła się w Toskanii w rodzinie znanych intelektualistów. Jej ojciec, Marcello Morante, był prawnikiem i dramaturgiem. Jego siostrą była pisarka Elsa Morante, której mężem był słynny literat Alberto Moravia.
Karierę sceniczną rozpoczęła Laura w wieku 18 lat w trupie teatralnej reżysera Carmelo Bene. Jej debiutem ekranowym była rola w filmie Zagubione rzeczy (1980) w reżyserii Giuseppe Bertolucciego, którego brat Bernardo dał młodej Morante szansę zagrania w swoim obrazie Tragedia człowieka śmiesznego (1981). Jednak dopiero współpraca z Nannim Morettim przy filmach Złote sny (1981) i Bianka (1983) zwróciła uwagę na talent aktorski Morante.
Morettiemu zawdzięcza Morante swoją najbardziej znaną rolę - w nagrodzonym Złotą Palmą dramacie Pokój syna (2001). Kreacja matki w żałobie po śmierci syna przyniosła jej nagrodę David di Donatello, a także pierwszą nominację do Europejskiej Nagrody Filmowej dla najlepszej aktorki. Drugą zdobyła za rolę poetki Sibilli Aleramo w dramacie biograficznym Podróż zwana miłością (2002) w reżyserii Michele Placido.